# راشيل اونيت
راشيل اونيت (بالإنجليزية: Rachel Unitt)‏ (و. 1982  م) هي لاعبة كرة قدم بريطانية، ولدت في والسال، مركز لعبها هو ظهير.

## روابط خارجية
- راشيل اونيت على موقع الاتحاد الدولي (مؤرشف)  (الإنجليزية)
- راشيل اونيت على موقع الاتحاد الأوربي (الإنجليزية)
- راشيل اونيت على موقع قاعدة بيانات كرة القدم.إي يو (الإنجليزية)
- راشيل اونيت على موقع Soccerway.com (الإنجليزية)
- راشيل اونيت على موقع عالم كرة القدم.نت (الإنجليزية)